# Tâmega e Sousa
Tâmega e Sousa ist eine portugiesische Subregion im Südwesten der Region Norte. Im Jahr 2021 verzeichnete die Subregion 408.675 Einwohner und eine Bevölkerungsdichte von 223 Einwohnern pro km2. Die im Jahr 2009 gegründete Subregion hat eine Fläche von 1.831 km2, welche sich in 11 Kreise und 177 Gemeinden unterteilen lässt. Die Hauptstadt der Subregion ist die Stadt Penafiel, welche mit 69.687 Einwohnern in der gesamten Gemeinde und 15.677 im Stadtgebiet die zweitgrößten Stadt der Subregion ist, nach der Stadt Felgueiras mit 17.695 Einwohnern. Sie grenzt im Norden an die Subregion Ave, im Osten an Douro, im Süden an Viseu Dão-Lafões und im Westen an die Metropolregion Porto.

## Kreise
Die Subregion besteht aus den folgenden 11 Kreise:
- Amarante
- Baião
- Castelo de Paiva
- Celorico de Basto
- Cinfães
- Felgueiras
- Lousada
- Marco de Canaveses
- Paços de Ferreira
- Penafiel
- Resende

## Demografie

### Kreise
Die Volkszählung 2021 zeigt, dass in der Subregion die Einwohnerzahl auf 408.675 gesunken ist, im Vergleich zu dem Jahr 2011, wo die Einwohnerzahl bei 432.915 lag und im Jahre 2001, wo die Einwohnerzahl bei 425.307 lag. Alle elf Kreise haben eine Minderung verzeichnet.
| Einwohnerzahl aller 11 Kreise der Subregion Tâmega e Sousa | Einwohnerzahl aller 11 Kreise der Subregion Tâmega e Sousa | Einwohnerzahl aller 11 Kreise der Subregion Tâmega e Sousa | Einwohnerzahl aller 11 Kreise der Subregion Tâmega e Sousa | Einwohnerzahl aller 11 Kreise der Subregion Tâmega e Sousa | Einwohnerzahl aller 11 Kreise der Subregion Tâmega e Sousa |
| Kreis                                                      | Einwohner                                                  | Einwohner                                                  | Einwohner                                                  | Fläche in km2                                              | Bevölkerungs- dichte pro km2                               |
| Kreis                                                      | 2001                                                       | 2011                                                       | 2021                                                       | Fläche in km2                                              | Bevölkerungs- dichte pro km2                               |
| ---------------------------------------------------------- | ---------------------------------------------------------- | ---------------------------------------------------------- | ---------------------------------------------------------- | ---------------------------------------------------------- | ---------------------------------------------------------- |
| Amarante                                                   | 59.638                                                     | 56.264                                                     | 52.119                                                     | 301,3 km2                                                  | 172                                                        |
| Baião                                                      | 22.355                                                     | 20.522                                                     | 17.535                                                     | 174,5 km2                                                  | 100                                                        |
| Castelo de Paiva                                           | 17.338                                                     | 16.733                                                     | 15.589                                                     | 115,0 km2                                                  | 135                                                        |
| Celorico de Basto                                          | 20.466                                                     | 20.098                                                     | 17.645                                                     | 181,1 km2                                                  | 97                                                         |
| Cinfães                                                    | 22.424                                                     | 20.427                                                     | 17.731                                                     | 239,2 km2                                                  | 74                                                         |
| Felgueiras                                                 | 57.595                                                     | 58.065                                                     | 55.855                                                     | 115,7 km2                                                  | 482                                                        |
| Lousada                                                    | 44.712                                                     | 47.387                                                     | 47.376                                                     | 96,0 km2                                                   | 493                                                        |
| Marco de Canaveses                                         | 52.419                                                     | 53.450                                                     | 49.546                                                     | 201,9 km2                                                  | 245                                                        |
| Paços de Ferreira                                          | 44.190                                                     | 56.340                                                     | 55.598                                                     | 70,1 km2                                                   | 794                                                        |
| Penafiel                                                   | 71.800                                                     | 72.265                                                     | 69.630                                                     | 212,2 km2                                                  | 328                                                        |
| Resende                                                    | 12.370                                                     | 11.364                                                     | 10.051                                                     | 123,3 km2                                                  | 81                                                         |
| Subregion Tâmega e Sousa                                   | 425.307                                                    | 432.915                                                    | 408.675                                                    | 1.831 km2                                                  | 223                                                        |

### Städte
Die Volkszählung 2021 zeigt, dass die Einwohnerzahl aller Menschen, die in der Subregion in einer offiziellen Stadt wohnen auf 83.063 leicht gesunken ist, im Vergleich zu dem Jahr 2011, wo die Einwohnerzahl bei 83.137 lag. Penafiel, Paços de Ferreira und Marco de Canaveses sind die einzigen der sieben Städte, die einen Anstieg verzeichneten, hingegen die anderen vier Städte eine Minderung verzeichneten.
| Einwohnerzahl aller 7 Städte der Subregion Tâmega e Sousa | Einwohnerzahl aller 7 Städte der Subregion Tâmega e Sousa | Einwohnerzahl aller 7 Städte der Subregion Tâmega e Sousa | Einwohnerzahl aller 7 Städte der Subregion Tâmega e Sousa | Einwohnerzahl aller 7 Städte der Subregion Tâmega e Sousa | Einwohnerzahl aller 7 Städte der Subregion Tâmega e Sousa |
| Stadt                                                     | Kreis                                                     | Einwohner                                                 | Einwohner                                                 | Fläche in km2                                             | Bevölkerungs- dichte pro km2                              |
| Stadt                                                     | Kreis                                                     | 2011                                                      | 2021                                                      | Fläche in km2                                             | Bevölkerungs- dichte pro km2                              |
| --------------------------------------------------------- | --------------------------------------------------------- | --------------------------------------------------------- | --------------------------------------------------------- | --------------------------------------------------------- | --------------------------------------------------------- |
| Felgueiras                                                | Felgueiras                                                | 17.990                                                    | 17.695                                                    | 17,44 km2                                                 | 1014                                                      |
| Penafiel                                                  | Penafiel                                                  | 15.552                                                    | 15.677                                                    | 22,52 km2                                                 | 696                                                       |
| Paços de Ferreira                                         | Paços de Ferreira                                         | 12.761                                                    | 13.418                                                    | 8,31 km2                                                  | 1614                                                      |
| Amarante                                                  | Amarante                                                  | 11.840                                                    | 11.565                                                    | 15,21 km2                                                 | 760                                                       |
| Marco de Canaveses                                        | Marco de Canaveses                                        | 11.014                                                    | 11.069                                                    | 17,49 km2                                                 | 632                                                       |
| Freamunde                                                 | Paços de Ferreira                                         | 7.789                                                     | 7.557                                                     | 4,68 km2                                                  | 1614                                                      |
| Lixa                                                      | Felgueiras                                                | 6.191                                                     | 6.082                                                     | 13,47 km2                                                 | 451                                                       |
| Alle Städte der Subregion Tâmega e Sousa                  | Alle Städte der Subregion Tâmega e Sousa                  | 83.137                                                    | 83.063                                                    | 99,1 km2                                                  | 838                                                       |